# Urbanus: De vuilnisheld
Urbanus: De vuilnisheld is een Belgisch-Nederlandse animatiefilm uit 2019 gebaseerd op de Belgische stripreeks De avonturen van Urbanus van Willy Linthout en Urbanus. Deze film is niet gebaseerd op een specifiek, bestaand stripalbum.

## Verhaal
In het dorp Tollembeek is Urbanus aan het sparen om een verlovingsring te kopen voor Juf Pussy. Dankzij een belastingcontroleur is er vervolgens echter een gebrek aan geld in het dorp. Jef Patat ziet dit als een kans om geld te verdienen door vermomd als een Rus afval in Tollembeek te laten storten. De volwassenen vinden dit prima, maar de kinderen komen in opstand.

## Stemverdeling[1][6]
| Acteur                | Personage        |
| --------------------- | ---------------- |
| Urbanus               | Urbanus          |
| Ben Segers            | Nabuko Donosor   |
| Sven De Ridder        | Amedee           |
| Sien Eggers           | Eufrazie         |
| Ron Cornet            | Cesar            |
| Frances Lefebure      | Juf Pussy        |
| Wout Verstappen       | Pinnekeshaar     |
| Tuur Verelst          | Dikke Herman     |
| Thijs Antonneau       | Botswana         |
| Ludo Hellinx          | Jef Patat        |
| Dimitri Leue          | Modest           |
| Pieter Embrechts      | Renee            |
| Koen Van Impe         | Meneer Pastoor   |
| Tom Van Dyck          | Schrikmerg       |
| Isabelle Van Hecke    | Madam Kopermem   |
| Anke Helsen           | Madam Pif        |
| Mark Verstraete       | Meester Kweepeer |
| Peter Van Gucht       | Cafébaas         |
| Vicky Florus          |                  |
| Marc Peeters          |                  |
| Jan Van Hecke         |                  |
| Hans Van Cauwenberghe |                  |

## Achtergrond
De animatie werd gedaan door de Belgische animatiestudio Bal Gehakt en de Nederlandse animatiestudio Ka-Ching. De stemmen werden opgenomen voordat de animatie gedaan werd. De werktitel was lange tijd Goudheidswaanzin. Later werd het De held van de vuilnisbelt. Die was echter te lang waardoor het uiteindelijk De Vuilnisheld werd. De film verwijst naar de klimaatverandering. Bij de promotie van de film verschenen er naast de officiële filmposter nog zes andere filmposters geïnspireerd op de films American Beauty, Jaws, Jurassic Park, The Goonies, E.T. en The Avengers. Op 28 juni 2019 verscheen de film op dvd.